# Lukas Jutkiewicz
Lukas Isaac Paul Jutkiewicz (Southampton, Inglaterra, 28 de marzo de 1989) es un exfutbolista británico que jugaba de delantero.

## Trayectoria
Lukas Jutkiewicz nació en Southampton el 28 de marzo de 1989. Hijo de padre polaco y de madre irlandesa, Jutkiewicz ha recibido ofertas de jugar con la selección polaca y con la irlandesa, aunque en junio de 2007 confirmó optar por jugar con Polonia.
Jutkiewicz jugó en el Eastleigh Earls y el Winsor cuando era pequeño, antes de entrar en la academia juvenil del Southampton F.C., para luego meterse en la cantera del Swindon Town. Posteriormente, firmó con el equipo titular del Swindon Town.
En marzo de 2007, Jutkiewicz fichó por el Everton por un millón de libras. En enero de 2008, Lukas Jutkiewicz fue traspasado al Plymouth Argyle. Jutkiewicz regresó de nuevo al Everton en invierno, e hizo su primer partido oficial con los Toffees en la Premier League ante el Sunderland el 28 de diciembre.
En enero de 2009, fue cedido de nuevo, esta vez al Huddersfield Town. Debutó con su nuevo equipo frente al Leeds United. En agosto de 2009, fue cedido por seis meses al Motherwell de la Premier League de Escocia. Fue nombrado el mejor jugador joven del mes de octubre. 
A lo largo del verano de 2010, Jutkiewicz se unió al Coventry City, haciendo su mejor temporada (llegando a marcar 18 goles). Posteriormente pasó a jugar al Middlesbrough, y se pasó dos temporadas con el club inglés antes de volver a ser traspasado, esta vez al Bolton Wanderers. Tras su corta estancia en Bolton, Lukas Jutkiewicz firma con el Burnley FC, que había ascendido a la Premier League en la temporada anterior.

## Clubes
| Club                       | País       | Año       | Partidos | Goles |
| -------------------------- | ---------- | --------- | -------- | ----- |
| Swindon Town F. C.         | Inglaterra | 2006-2007 | 38       | 5     |
| Everton F. C.              | Inglaterra | 2007-2010 | 1        | 0     |
| Plymouth Argyle F. C.      | Inglaterra | 2008      | 3        | 0     |
| Huddersfield Town A. F. C. | Inglaterra | 2009      | 7        | 0     |
| Motherwell F. C.           | Escocia    | 2009-2010 | 33       | 12    |
| Coventry City F. C.        | Inglaterra | 2010-2012 | 67       | 18    |
| Middlesbrough F. C.        | Inglaterra | 2012-2014 | 65       | 11    |
| Bolton Wanderers F. C.     | Inglaterra | 2014      | 20       | 7     |
| Burnley F. C.              | Inglaterra | 2014-2017 | 32       | 0     |
| Birmingham City F. C.      | Inglaterra | 2017-2025 |          |       |